# Луї Валанді Оделю
Луї Валанді Оделю (фр. Luis Valendi Odelus, нар. 1 грудня 1994, Сен-Луї-дю-Нор) — гаїтянський футболіст, воротар клубу «Егль Нуар».

## Клубна кар'єра
У дорослому футболі дебютував 2013 року виступами за команду клубу «Егль Нуар», кольори якої захищає й донині.

## Виступи за збірні
Залучався до складу молодіжної збірної Гаїті. На молодіжному рівні провів один офіційний матч.
З 2016 року залучається до складу національної збірної Гаїті, наразі жодного матчу в складі збірної не провів.
У складі збірної був учасником Кубка Америки 2016 року у США.